# Ołeksandr Sienkewycz
Ołeksandr Fedorowycz Sienkewycz (ukr. Олександр Федорович Сєнкевич, ur. 4 lutego 1982 w Mikołajowie) – ukraiński polityk i przedsiębiorca, mer Mikołajowa od 2015 roku.

## Życiorys
Ołeksandr Sienkewycz urodził się 4 lutego 1982 roku w Mikołajowie. W 2004 roku ukończył Narodowy Uniwersytet Czarnomorski im. Petra Mohyły Mikołajowski Państwowy Uniwersytet im. Piotra Mohyły, a w 2007 roku Kompleks Edukacyjno-Naukowy „Instytut Stosowanej Analizy Systemowej” Narodowego Uniwersytetu Technicznego Ukrainy „Politechnika Kijowska”. W 2020 roku uzyskał stopień naukowy kandydata nauk ekonomicznych.
W grudniu 2002 roku został nauczycielem w mikołajowskim oddziale prywatnego przedsiębiorstwa „Akademia Komputerowa „SZAG”. Od czerwca 2005 roku pracował jako inżynier oprogramowania, a następnie dyrektor ds. kadr i spraw domowych w przedsiębiorstwie IT Quadrologic. W grudniu 2006 roku objął funkcję dyrektora spółki, którą pełnił do listopada 2015 roku.
W 2014 roku założył lokalną mikołajowską organizację społeczną „Głos Wspólnoty”. W tym samym roku startował w wyborach na mera Mikołajowa, zajmując piąte miejsce z 8434 głosami (4,76%).
W 2015 roku Sienkewycz został wybrany na stanowisko mera Mikołajowa, zostając najmłodszym merem miasta obwodowego na Ukrainie. Za faworyta w wyborach uchodził urzędujący mer Mikołajowa Jurij Hranaturow. Do drugiej tury przeszli jednak były przewodniczący Mikołajowskiej Rady Obwodowej Ihor Diatłow (44 764 głosy) i Ołeksandr Sienkewycz (25 904 głosy), który wyprzedził Hranaturowa zaledwie 408 głosami. W drugiej turze wyborów 15 listopada 2015 roku Sienkewycz otrzymał 80 636 głosów (54,90%), a jego konkurent Diatłow 63 567 głosów (43,28%). Nowo wybrany mer objął urząd 24 listopada 2015 roku.
5 października 2017 roku rada miejska Mikołajowa uznała pracę Sienkewycza za niezadowalającą i głosami radnych Bloku Petra Poroszenki oraz Bloku Opozycyjnego odebrała mu uprawnienia mera miasta. 16 marca 2018 roku Sąd Centralny w Mikołajowie unieważnił decyzję rady miejskiej o usunięciu Sienkewycza ze stanowiska mera.
19 czerwca 2020 roku Ołeksandr Sienkewycz został jednym ze współzałożycieli partii Propozycja. 22 listopada 2020 roku po raz drugi został wybrany na stanowisko burmistrza Mikołajowa.
Odznaczony Orderem „Za zasługi” III stopnia (2021) oraz Orderem „Za odwagę” III stopnia (2022).
Jest żonaty z Kateryną, z którą ma dwoje dzieci: córkę Mariję i syna Maksyma.